# Avinguda de Josep Vicenç Foix
L'avinguda de Josep Vicenç Foix (també escrit J. V. Foix), és un vial del barri de Sarrià de Barcelona, que connecta la ronda de Dalt amb l'avinguda Diagonal a través del carrer d'Eduardo Conde. Està dedicada al poeta, periodista i assagista Josep Vicenç Foix i Mas (1893-1987), fill de Sarrià, on la seva família tenia una pastisseria.

## Història i descripció
El seu recorregut sinuós segueix els mandres del torrent de Can Caralleu i de la Riera Blanca. El 1960 es va aprovar un Pla Parcial per a la urbanització de la zona, obra dels arquitectes Francesc Folguera, Ricard Ribas i Marià Ribas, modificat posteriorment per a fer recular 5 m la línia de les edificacions.
Des de la Ronda de Dalt, l'avinguda baixa entre equipaments i edificis destacats, com l'antiga Casa Serra, seu de l'escola St. George's British School, i la Casa Pons i Arola, seu de l'Escola Frederic Mistral-Institut Tècnic Eulàlia; travessa per sota del pont del passeig de la Reina Elisenda de Montcada, on hi ha la Quinta de Sant Isidre, seu de la Clínica Creu Blanca; a l'altura del Pedró de la Creu, actual placeta dels Blaus, hi ha l'escola Orlandai i la torre de Can Ponsich a ponent, i a llevant dos notables edificis contemporanis, el de Josep Emili Donato del 1976, i el gran conjunt residencial de Carles Ferrater, del 1977; acabant a la cruïlla amb els carrers d'Eduardo Conde i del Cardenal Vives i Tutó, on hi ha la Vil·la Cecília amb el Centre Cívic Sarrià.